# 트리글라브산

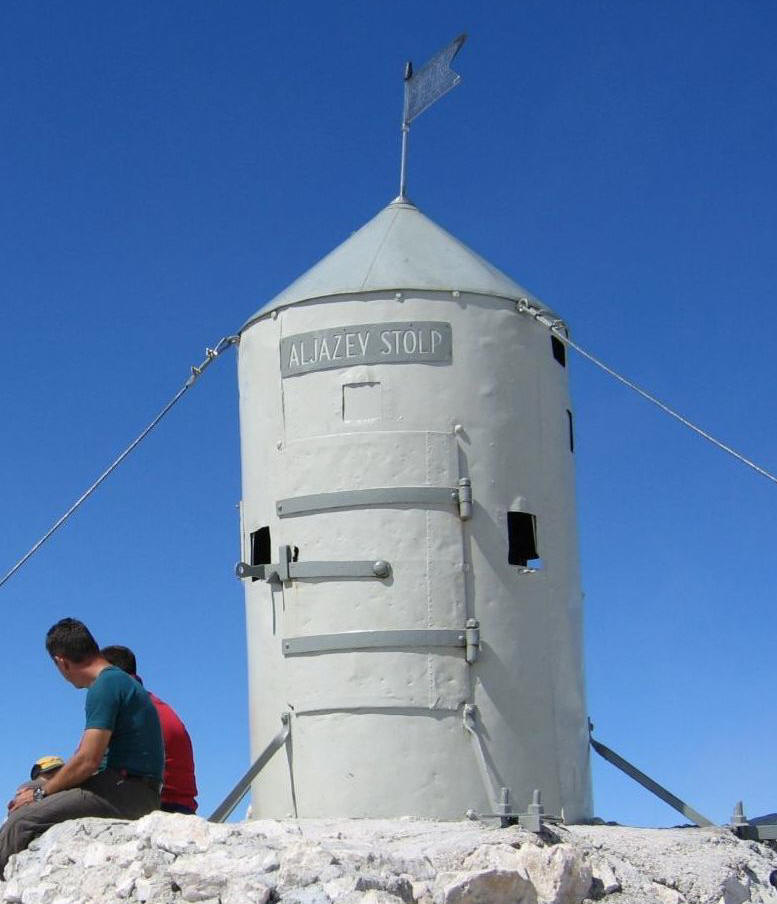
트리글라우 산 정상에 위치한 알랴시(Aljaž) 탑

트리글라브산(슬로베니아어: Triglav, 이탈리아어: Tricorno, 독일어: Terglau)은 슬로베니아에서 가장 높은 산이자 율리안알프스산맥의 최고봉으로 높이는 2,864m이다. "트리글라브"라는 이름은 이 산을 보힌(Bohinj)에서 볼 때 산봉우리 3개가 보였기 때문에 붙여졌다는 설이 있지만 그 중에서도 슬라브 신화에 등장하는 신인 트리글라브에서 유래되었다는 설이 있다.
슬로베니아의 상징으로 여겨지고 있으며 산의 디자인은 슬로베니아의 국기와 국장, 50 센트 동전에 사용되고 있다. 1961년 슬로베니아 유일의 국립공원인 트리글라브 국립공원의 일부로 지정되었다.